# Dolomedes striatus
Espèce
Synonymes
- Dolomedes fulviatronotatus Bishop, 1924

Dolomedes striatus est une espèce d'araignées aranéomorphes de la famille des Dolomedidae.

## Distribution
Cette espèce se rencontre aux États-Unis en Illinois, au Michigan, au Wisconsin, en Indiana, en Ohio, dans l'État de New York, au Connecticut, au New Jersey, en Virginie et en Floride et au Canada en Alberta, en Saskatchewan, au Manitoba, en Ontario, au Québec, au Nouveau-Brunswick, en Nouvelle-Écosse et en Terre-Neuve-et-Labrador,.

## Habitat
Cette espèce affectionne les tourbières et les berges de petits étangs.

## Description

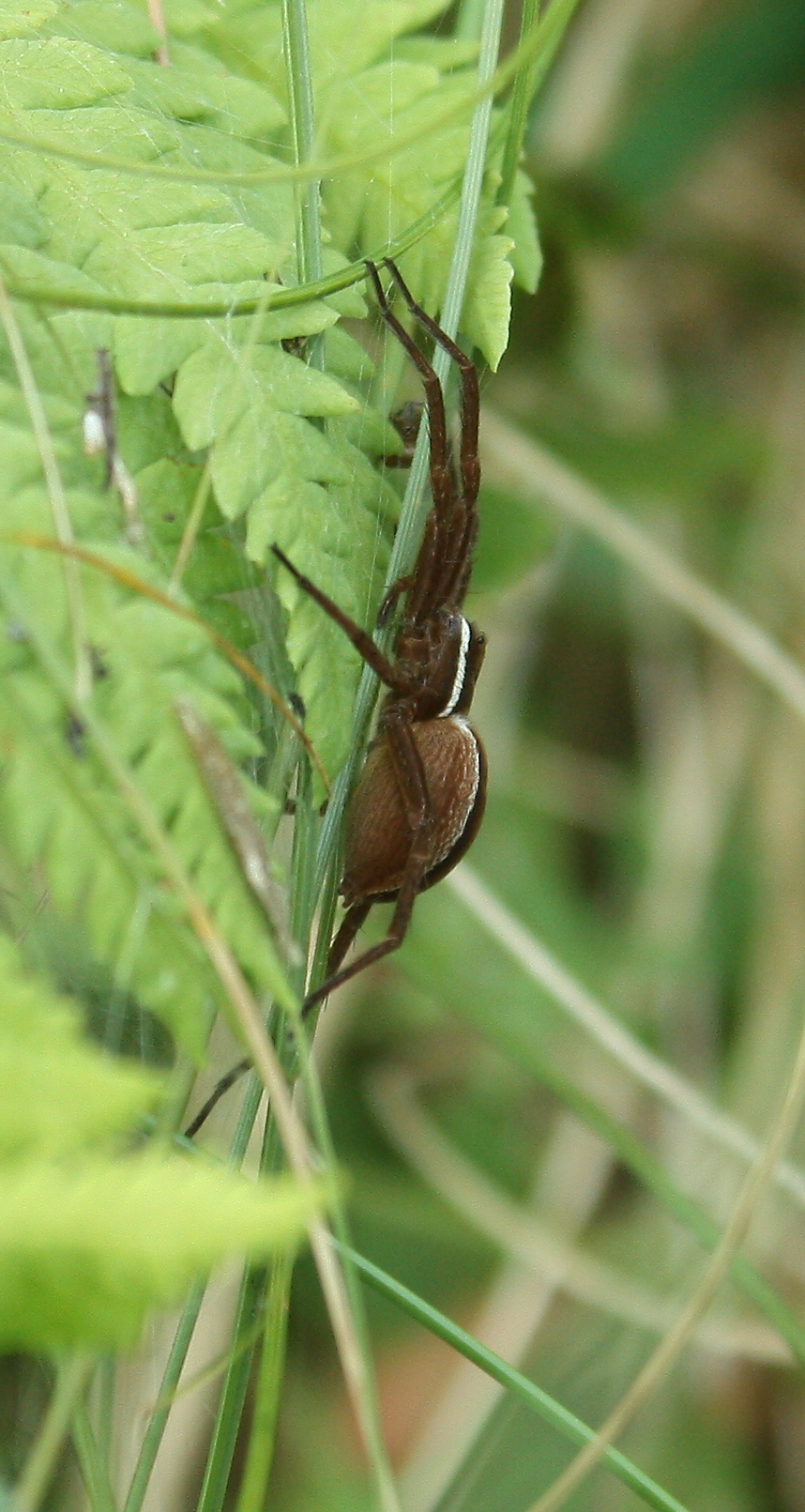
Dolomedes striatus ♀, surveillant sa toile-pouponnière

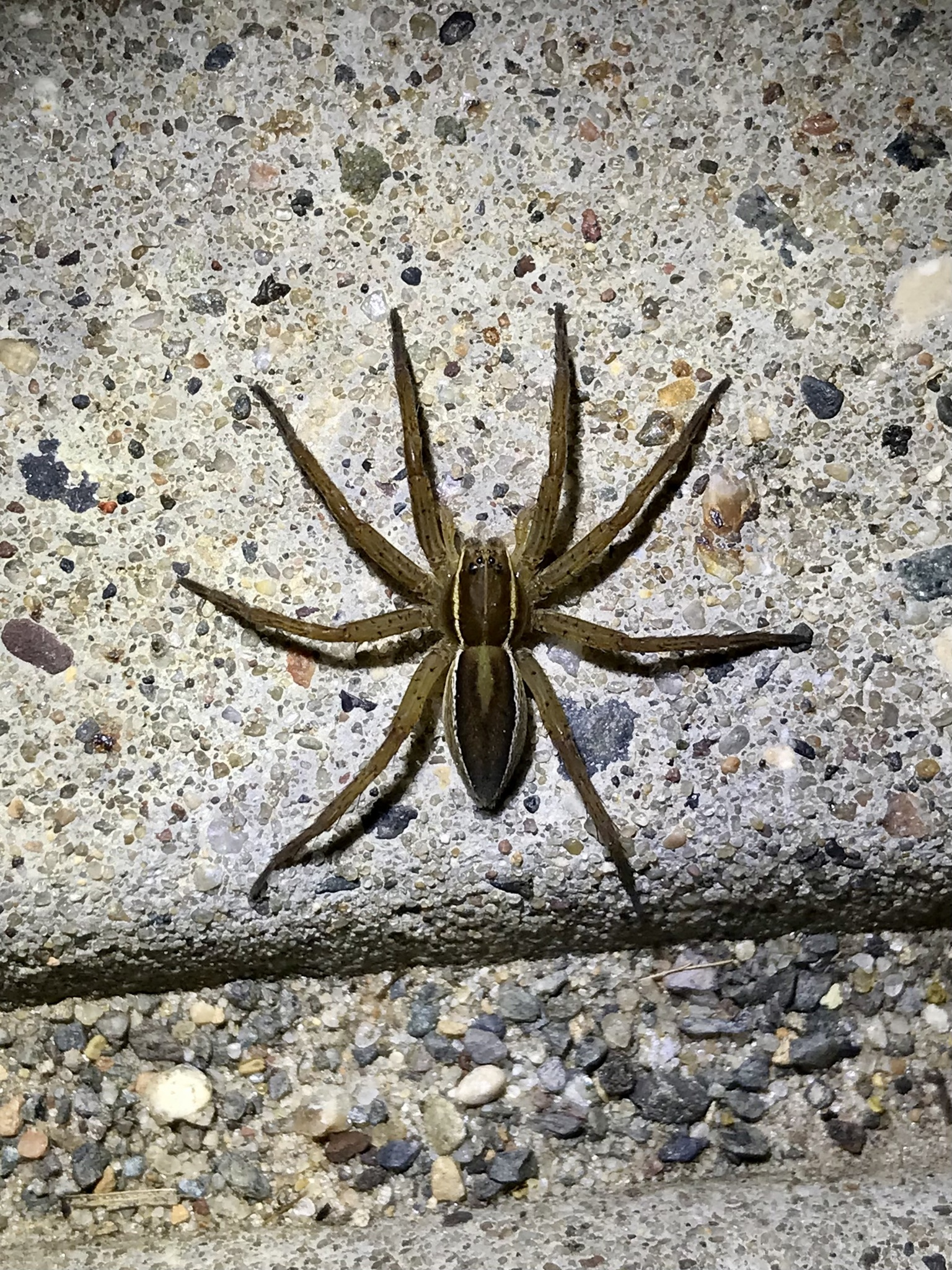
Dolomedes striatus

La femelle décrite par Bishop en 1924 mesure 13 mm.
Le mâle décrit par Bishop et Crosby en 1936 mesure 11 mm.
Les mâles mesurent de 8,5 à 11,4 mm et les femelles de 11 à 15,9 mm. Le céphalothorax et l'abdomen sont bordées de deux bandes bandes pâles étroites de distinctes. L'abdomen est ponctué de blanc le long de ces bandes,.

## Systématique et taxinomie
Cette espèce a été décrite par Giebel en 1869.
Dolomedes fulviatronotatus a été placée en synonymie par Carico en 1973.

## Publication originale
- Giebel, 1869 : « Über einige Spinnen aus Illinois. » Zeitschrift für die Gesammten Naturwissenschaften, vol. 33, p. 248-253 (texte intégral).